# Taysonvodao
 (septembre 2011).
Si vous disposez d'ouvrages ou d'articles de référence ou si vous connaissez des sites web de qualité traitant du thème abordé ici, merci de compléter l'article en donnant les références utiles à sa vérifiabilité et en les liant à la section « Notes et références ».
Taysonvodao est une école d'arts martiaux vietnamiens dont les origines ont plus de 200 ans d'histoire (à l'époque du roi Quang Trung Nguyên Huê).
Le maître est Phan Toàn Châu (8e dan FFKDA, ceinture rouge bordé de jaune), et le chef de file est Edward Tabet (6e dan FFKDA, ceinture rouge). 
L'école a participé plus de 10 fois aux nuits des arts martiaux de Paris Bercy.

## Historique
Vers 1771, 3 paysans se désolaient de voir leurs cultures sans cesse dévastés par les raids et les impôts, ils s’entraînèrent donc aux Arts Martiaux. À la suite d'une bagarre avec des soldats, ils furent obligés de se réfugier dans la forêt de Tay Son. D’autres habitants ne pouvant payer leurs impôts rejoignirent les 3 frères : ceux-ci se retrouvèrent à la tête d’une petite armée crainte par le pouvoir. 
Ils décidèrent de pacifier le pays…. et en 1788 Quang Trung devint Roi.
Un jour, il attaqua la Chine, le puissant voisin, et cherchant un passage facile dans les montagnes, le roi aperçut des oiseaux volants par un dessus un col. Il s’écria: ” voilà les phénix du ciel, nous passerons par là!”.
En 1792, le Roi mourut, et un officier, pour ne pas être mêlé aux guerres intestines quitta la cour. Pour survivre, il décida de donner des cours d’Arts Martiaux et nomma sa méthode :
” Tay Son Phuong Hoang” (le phénix de Tay Son).
Dans la seconde moitié, du XIXe, un élève Ying de l’école se fit Bouddhiste et créa le “Tay Son Nhan” (l’oie sauvage de Tay Son).
En 1945-1975, le Tay Son Nhan était une des sept disciplines les plus connues au Viêt-nam. Il y avait toujours un Maître Tay Son Nhan parmi les 7 qui siégeaient au Conseil des Maîtres.
En 1989, un Maître de Tay Son Nhan, mourut. Un de ses disciples ne voulut pas entrer dans les querelles de succession et décida de quitter le nom. Il créa le “Tay Son Vo Dao” (la voie de l’Art Martial de Tay Son).

## À l'origine une école de « guerre »
Une école d’arts martiaux vietnamiens dont les origines remontent à plus de 200 ans (à l’époque du roi Quang Trung Nguyên Huê).
Sous la direction de notre Maître Phan Toàn Châu. Nos effectifs tournent autour de 400 à 500 licenciés. Le plus jeune de nos pratiquants a 6 ans et le plus ancien aux alentours de 70 ans.
Notre école a participé 10 fois aux nuits des arts martiaux de Paris-Bercy et nous sommes passés des dizaines de fois à la télévision française et sur des chaînes européennes.
D’autre part nous avons formé plusieurs champions en combat et en technique.
Nos techniques: techniques de frappes, de projections, de self-défense, des techniques de binh-khi (les 18 armes traditionnelles) et des exercices respiratoires.

## Pratique
- Percussions des pieds, poings, genoux, coudes ...
- Travail de projections, lutte, sol, clés ...
- Armes traditionnelles, beaucoup sont employées, sabre, épée, nunchaku, tri-bâton, chaîne de combat...
- Quyen (connu sous le nom japonais de kata)
- Travail des énergies internes

## Les ceintures
L'ordre est :
- Ceinture jaune.
- Ceinture jaune, une barrette rouge.
- Ceinture jaune, deux barrettes rouges.
- Ceinture jaune, trois barrettes rouges.
- Ceinture jaune, une barrette noire.
- Ceinture jaune, deux barrettes noires.
- Ceinture jaune, trois barrettes noires.
- Ceinture marron.
- Ceinture noire.
- Ceinture rouge.

Pour les plus jeunes pratiquants et avec certains maîtres, il y a un système de barrettes rouges, deux barrettes rouges valent une barrette noire, bien sûr un pratiquant sitôt les deux barrettes rouges atteintes les transforme en une barrette noire, il n'y a pas de ceinture jaune avec cinq barrettes rouges par exemple. 
La ceinture noire compte quant à elle un certain nombre de Dan.
Il y a également la ceinture rouge qui est décernée par le maître Phan Toàn Châu à certains de ses élèves (tous sont au moins 4e dan FFKDA), seuls sept la possèdent pour l'instant dans le monde.

## Compter en vietnamien (prononciation puis écriture originale)
- 1 : Mop ¤ Một
- 2 : Haye ¤ Hai
- 3 : Ba ¤ Ba
- 4 : Bome ¤ Bôn
- 5 : Nam ¤ Nam
- 6 : Sao ¤ Sau
- 7 : Baye ¤ Bay
- 8 : Tam ¤ Tam
- 9 : Tchin ¤ Chin
- 10 : Mu-oi ¤ Muoi
- 11 : Mu-oi mop ¤ Muoi Một
- 12 : Mu-oi haye ¤ Muoi Hai
- 13 : Mu-oi ba ¤ Muoi Ba
- 20 : Haye mu-oi ¤ Hai Muoi
- 30 : Ba mu-oi ¤ Ba Muoi
- 40 : Bome mu-oi ¤ Bon Muoi
- 50 : Nam mu-oi ¤ Nam Muoi
- 60 : Sao mu-oi ¤ Sau Muoi
- 75 : Baye mu-oi nam ¤ Bay Muoi Nam
- 100 : Mop thiam ¤ Một trăm

## Sources
(septembre 2011).
Phan Toan Chau.(1995) Les secrets du Viet Vo Dao. Paris: CIG arts martiaux
Phan Toan Chau. (1999) L'essentiel du Vo Dao. Paris: Chiron
Phan Toan Chau.(1985) Vovinam, Viet Vo Dao dynamique. Paris: Sedirep
Phan Toan Chau. Le TaySonVoDao